# Michael Jeffery (politico)
Philip Michael Jeffery AC,CVO,MC (Wiluna, 12 dicembre 1937 – 18 dicembre 2020) è stato un generale e politico australiano, governatore generale dell'Australia dal 2003 al 2008.

## Carriera
Dall'agosto 2003 al settembre 2008 fu il 24º Governatore generale dell'Australia.
Dal novembre 1993 all'agosto 2000 fu il 30º Governatore dell'Australia Occidentale.
Nel corso della sua carriera gli vennero conferite molte onorificenze nazionali come la Military Cross e quella di Cavaliere dell'Ordine dell'Australia.